# Guy Kabombo Mwadiamvita
Guy Kabombo Mwadiamvita ou Muadiamvita, né le 14 mai 1964 à Mbuji-Mayi, Kasaï-Oriental, république démocratique du Congo, est un homme politique congolais. Il est vice-Premier ministre et ministre de la Défense nationale et des Anciens combattants,, depuis le 29 mai 2024.

## Biographie

### Formation
Il est titulaire d’un diplôme d’études approfondies en droit public interne de l'université de Kinshasa. Il a également obtenu une licence en sciences de la santé de l'Institut facultaire de développement (IFAD). En outre, il a suivi une formation médicale à l'Institut de formation en soins infirmiers Tenon-Débrousse à Paris.

### Carrière politique
Aux élections législatives de 2011, Guy Kabombo Mwadiamvita est élu député national dans la circonscription de Tshilenge, province du Kasaï-Oriental. Par la suite, il est nommé directeur général du Journal officiel de la République démocratique du Congo.
En décembre 2023, il est réélu député de la même circonscription. Le 29 mai 2024, il est nommé vice-Premier ministre et ministre de la Défense nationale et des Anciens combattants, un poste clé dans le gouvernement congolais. Mwadiamvita est décrit comme étant très proche du président Félix Tshisekedi.